# La culpa de nada
La culpa de nada es una película de comedia dramática argentina de 2024 dirigida y escrita por Victoria Hladilo. Se trata de una adaptación de la obra de teatro homónima (2016) de Hladilo. Está protagonizada por Manuel Vignau y Julieta Petrucci. La película se estrenó el 6 de julio de 2024 en las salas de cines de Argentina.

## Sinopsis
Sigue la vida de una pareja que atraviesa por una crisis junto a la llegada de su primera hija, por lo que ella organiza una fiesta de cumpleaños sorpresa para tratar de salvar lo que queda la relación, sin embargo, los invitados de él complican aún más las circunstancias y están más pendientes de la transmisión de un partido de fútbol importante, lo que hace que la noche se ponga cada vez más tensa.

## Reparto
- Manuel Vignau como Mariano
- Julieta Petrucci como Andrea
- Victoria Hladilo como Luciana
- Julián Doregger como Gastón
- Débora Zanolli como La Tana
- Martín Tecchi como Nicolás
- Leonardo Azamor como Damián
- Amalia Dalí como Camila
- Mariana Genesio Peña
- Denise Romano
- Andrea Strenitz

## Recepción

### Comentarios de la crítica
La película recibió reseñas favorables por parte de la prensa. Cristian Domínguez de Nota al pie señaló que «Victoria Hladilo demuestra su destreza como directora al manejar la tensión creciente en un espacio reducido» y agregó «La culpa de nada se destaca como una comedia negra que no busca complacer a todos, sino que apunta a un público adulto capaz de reflexionar sobre las complejidades de las relaciones humanas». Juan Pablo Russo de Escribiendo cine expresó «La culpa de nada es una exploración honesta y a veces brutal de la fragilidad de las relaciones humanas, donde la comedia se entrelaza naturalmente con el drama».

### Premios y nominaciones
| Premio      | Fecha del evento    | Categoría            | Receptor         | Resultado | Ref.  |
| ----------- | ------------------- | -------------------- | ---------------- | --------- | ----- |
| Premios Sur | 23 de julio de 2025 | Mejor guion adaptado | Victoria Hladilo | Nominada  | [ 7 ] |